# Almendral de la Cañada
Almendral de la Cañada ist ein Ort und eine Gemeinde (Municipio) im Nordosten der Provinz Toledo in Spanien mit 345 Einwohnern (Stand: 2024).

## Lage
Almendral de la Cañada liegt etwa 55 Kilometer westnordwestlich von Toledo in einer Höhe von ca. 630 m.
In Almendral de la Cañada herrscht ein kontinentales Klima mit extremen Temperaturen und starken Amplituden. Die Niederschläge (551 mm/Jahr) sind sehr unregelmäßig und selten, meist im Herbst und Frühling konzentriert.

## Bevölkerungsentwicklung
| Jahr      | 1970 | 1981 | 1991 | 2001 | 2011 | 2021 |
| Einwohner | 709  | 451  | 431  | 399  | 373  | 327  |

## Sehenswertes
- Kirche von Almendral de la Cañada

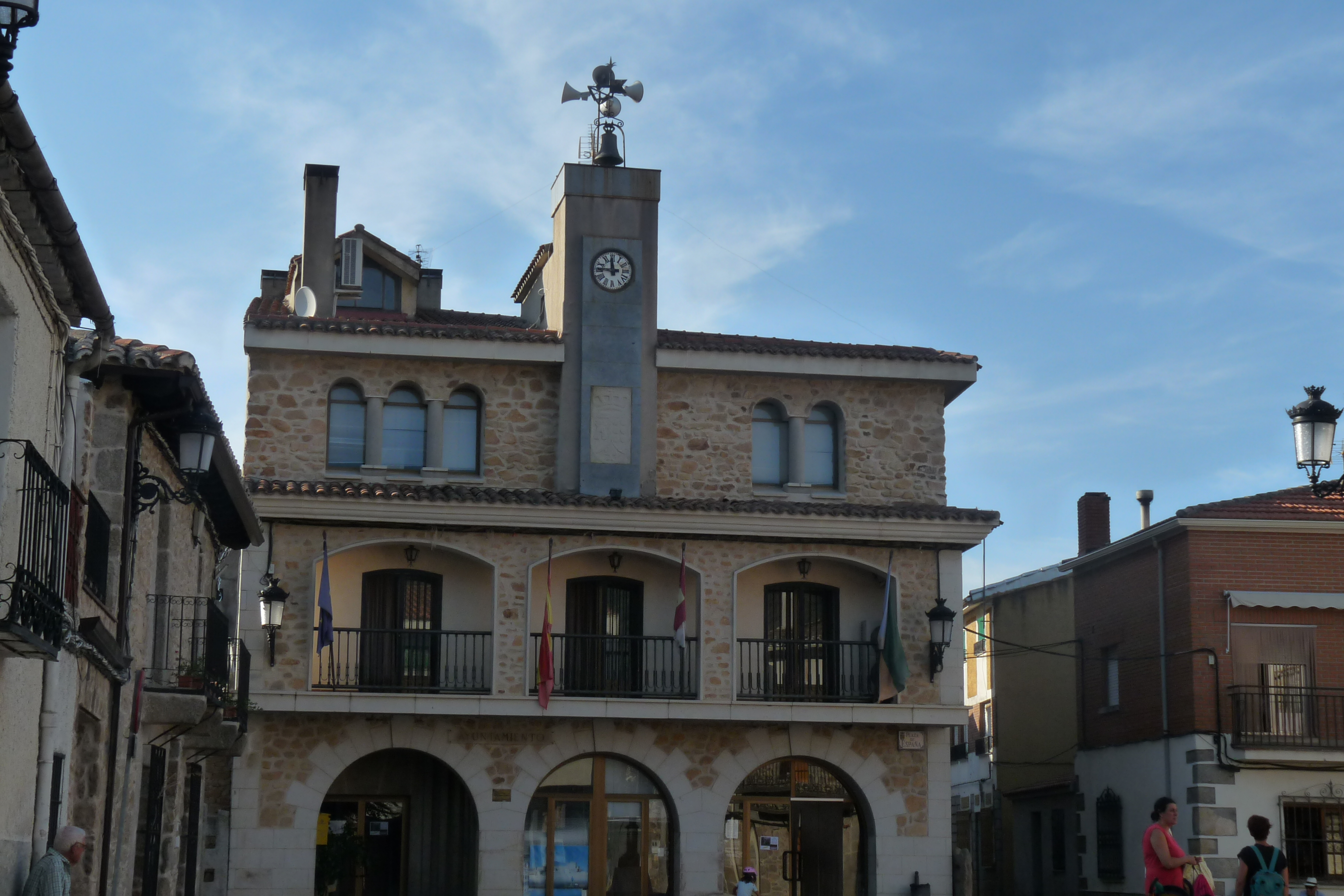
Rathaus

## Persönlichkeiten
- Ana de San Bartolomé (eigtl. Ana García Manzanas, 1549–1626), Nonne der Unbeschuhten Karmeliten